# Djungel-George 2
Djungel-George 2 (engelska: George of the Jungle 2) är en amerikansk-australiensisk långfilm från 2003 i regi av David Grossman, med Christopher Showerman, Julie Benz, Angus T. Jones och Thomas Haden Church i rollerna. Filmen är en uppföljare Djungel-George (1997).

## Handling
Nu lever George lycklig i djungeln tillsammans med sin vackra fru Ursula och deras son George junior. Men vad George inte vet om är att en lömsk orm smugit sig in i djungeln - Ursulas mamma Beatrice. Hon tänker göra allt för att Ursula ska lämna George. Inte nog med det, hon vill också jämna hela djungeln med marken! Plötsligt är Ursula bortrövad och spåren leder till Las Vegas. Där måste George och hans vilda djungelvänner först rädda tillbaka Ursula och sedan snabbt som ögat åka tillbaka för att rädda sitt eget djungelparadis innan det är för sent!

## Rollista
| Christopher Showerman | – George             |
| Julie Benz            | – Ursula             |
| Angus T. Jones        | – George Jr          |
| Thomas Haden Church   | – Lyle Van de Groot  |
| Christina Pickles     | – Beatrice Stanhope  |
| John Cleese           | – Ape (röst)         |
| Michael Clarke Duncan | – Elakt lejon (röst) |
| John Kassir           | – Armando            |
| Kevin Greutert        | – Tookie (röst)      |
| Keith Scott           | – Berättare (röst)   |
| Kelly Miller          | – Betsy              |
| Kirstie Hutton        | – Tiffany            |
| Chelsea Gibb          | – Courtney           |
| Richard Mueck         | – Ape                |
| Erika Heynatz         | – Kowalski           |

### Svenska röster
- George - Eric Donell
- Ursula - Cecilia Milocco
- George Jr - Filip Hallqvist
- Lyle Van de Groot - Niclas Ekholm
- Beatrice -  Gunilla Orvelius
- Apan - Håkan Skoog
- Berättare - Roger Storm